# Adelaide Symphony Orchestra
Het Adelaide Symphony Orchestra (ASO) is een Australisch symfonieorkest gevestigd in Adelaide, Zuid-Australië. Het orkest werd opgericht als 17-koppig radio-ensemble in 1936, in Adelaide. Het orkest werd in 1949 getransformeerd tot het 55-koppige South Australian Symphony Orchestra. Sinds 1975 heeft het de oorspronkelijke naam weer terug. Momenteel heeft het orkest 74 vaste leden. De muzikaal leider sinds 2004 is Arvo Volmer.
Jaarlijks verzorgt het orkest meer dan 100 concerten in diverse muzikale genres. Het ASO verzorgt de begeleiding van alle producties van de State Opera of South Australia, de uitvoeringen in Adelaide van het Australian Ballet en Opera Australia. Het orkest levert een belangrijke bijdrage aan het kunstfestival van Adelaide. De populaire jaarlijkse traditie van Symphony Under the Stars, de openlucht Alfresco-serie, het innovatieve educatieprogramma, ASO on Tour, de East End-spitsuur-kamermuziekserie en de showtime-serie zijn enkele van de jaarlijks terugkerende activiteiten van het ASO.
Het ASO kreeg erkenning in 1998 met Australiës eerste productie van Wagners Der Ring des Nibelungen. Het orkest nam deel aan de eerste volledig Australische productie van de Ring in 2004, door de nationale en internationale pers omschreven als "een van de beste gebeurtenissen in de geschiedenis van de Australische muziek".

## Belangrijkste dirigenten
- William Cade (vaste dirigent; 1939)
- Bernard Heinze (gastdirigent; 1939)
- Percy Code (interim-dirigent; 1949)
- Henry Krips (vaste dirigent; 1949-1972)
- Elyakum Shapirra (chef-dirigent; 1974-1979)
- José Serebrier (eerste gastdirigent; 1982-1983)
- Piero Gamba (chef-dirigent; 1983-1985)
- Albert Rosen (chef-dirigent; 1986)
- Nicholas Braithwaite (chef-dirigent; 1987-1991)
- David Porcelijn (chef-dirigent; 1993-1998)
- Arvo Volmer (muzikaal leider; 2004-)